# Live from SoHo
«Live from SoHo» — перший концертний альбом американської співачки Тейлор Свіфт. Він вийшов 15 січня 2008 року як ексклюзивний мініальбом для iTunes у магазинах Soho Apple Store в Нью-Йорку.

## Список пісень
1. «Umbrella» (кавер-версія пісні Ріанни) — 1:29
2. «Our Song» (Тейлор Свіфт) — 3:29
3. «Teardrops on My Guitar» (Свіфт, Ліз Роуз) — 3:24
4. «Should've Said No» (Свіфт) — 4:27
5. «A Place in this World» (Свіфт, Robert Ellis Orrall, Angelo Petraglia) — 3:24
6. «Mary's Song (Oh My My My)» (Свіфт, Роуз, Brian Dean Maher) — 3:47
7. «Tim McGraw» (Свіфт, Роуз) — 4:00
8. «Picture to Burn» (Свіфт, Роуз) — 3:33